# Shabanie Mine Football Club
Maillots
Shabanie Mine Football Club est un club zimbabwéen de football basé à Zvishavane. Il joue en deuxième division zimbabwéenne lors de la saison 2015, à la suite de sa relégation de l'élite en fin de saison 2014.

## Histoire
Shabanie Mine découvre le championnat de première division lors de la saison 2001, après sa promotion de D2. Sa première saison parmi l'élite est excellente avec une place sur le podium et une finale de Coupe nationale. Le club confirme l'année suivante avec une 4e place avant de marquer le pas (excepté en 2004 avec une nouvelle fois une 3e place). En 2006, le club paie une mauvaise saison par une relégation en deuxième division, où il ne reste que durant trois saisons.
Le club effectue son retour en première division lors de la saison 2010, conclue en milieu de tableau. L'année suivante, il échappe de peu à une nouvelle relégation avant de se ressaisir en 2012 avec une belle 5e place. Malheureusement, deux ans plus tard, Shabanie Mine est à nouveau relégué en deuxième division.
Au niveau continental, le club n'a fait qu'une seule apparition. En 2002, à la suite de sa finale de Coupe du Zimbabwe perdue contre Highlanders Football Club (champion du Zimbabwe et déjà qualifié pour la Ligue des champions), il se qualifie pour la Coupe d'Afrique des vainqueurs de Coupe. Opposé au premier tour aux Seychellois de Saint-Michel United, le club de Zvishavane est éliminé (1-0, 0-3).

## Palmarès
- Coupe du Zimbabwe : 
  - Finaliste : 2001